# Alexander Gut
Rainer Alexander Paul Gut (* 1963) ist ein schweizerisch-britischer Wirtschaftsprüfer und Unternehmer.

## Leben
Alexander Gut studierte Betriebswirtschaftslehre an der Universität Zürich, wo er 1995 bei Ernst Kilgus mit der Schrift Auditing OTC derivatives for banks promoviert wurde. Er absolvierte eine Weiterbildung zum diplomierten Wirtschaftsprüfer. Er arbeitete als Revisor und Berater für KPMG und Ernst & Young. 2003 wurde er in die Geschäftsleitung der KPMG Schweiz befördert. 2007 machte er sich selbständig und gründete ein Beratungsunternehmen für Corporate Finance namens Gut Corporate Finance. Er ist seit 2010 Verwaltungsrat der Adecco, von 2016 bis 2020 war er Verwaltungsrat der Credit Suisse. Sein Vater Rainer E. Gut (1932–2023) war Bankmanager und Ehrenpräsident der Credit Suisse Group. Alexander Gut war von 2011 bis 2017 Verwaltungsrat von Holcim bzw. LafargeHolcim.